# 10371 Ґіґлі
10371 Ґіґлі (10371 Gigli) — астероїд головного поясу, відкритий 27 лютого 1995 року.
Тіссеранів параметр щодо Юпітера — 3,510.